# U-962
Unterseeboot 962 foi um submarino alemão do Tipo VIIC, pertencente a Kriegsmarine que atuou durante a Segunda Guerra Mundial.

## Comandantes
| Comandante           | Data                                         |
| -------------------- | -------------------------------------------- |
| Oblt. Ernst Liesberg | 11 de fevereiro de 1943 - 8 de abril de 1944 |

## Subordinação
Durante o seu tempo de serviço, esteve subordinado às seguintes flotilhas:
| Período                                       | Flotilha                                  |
| --------------------------------------------- | ----------------------------------------- |
| 11 de fevereiro de 1943 - 31 de julho de 1943 | 5. Unterseebootsflottille (treinamento)   |
| 1 de agosto de 1943 - 8 de abril de 1944      | 7. Unterseebootsflottille (serviço ativo) |

## Operações conjuntas de ataque
O U-962 participou das seguinte operações de ataque combinado durante a sua carreira:
- Rudeltaktik Coronel (4 de dezembro de 1943 - 8 de dezembro de 1943)
- Rudeltaktik Coronel 2 (8 de dezembro de 1943 - 14 de dezembro de 1943)
- Rudeltaktik Coronel 3 (14 de dezembro de 1943 - 17 de dezembro de 1943)
- Rudeltaktik Borkum (18 de dezembro de 1943 - 26 de dezembro de 1943)
- Rudeltaktik Preussen (22 de fevereiro de 1944 - 22 de março de 1944)